# Pece (Ivanec)
Pece falu Horvátországban Varasd megyében. Közigazgatásilag Ivanechez tartozik.

## Fekvése
Varasdtól 13 km-re délnyugatra, községközpontjától 9 km-re keletre fekszik.

## Története
1857-ben 66, 1910-ben 85 lakosa volt. 1920-ig Varasd vármegye Ivaneci járásához tartozott. 2001-ben 22 háztartása és 83 lakosa volt.

## Nevezetességei
Szűz Mária-szobor.

## Külső hivatkozások
- Ivanec város hivatalos oldala
- Az ivaneci turisztkai egyesület honlapja
- Varasd megye kulturális emlékei[halott link]